# Paspalum conjugatum
Paspalum conjugatum es una especie botánica de gramínea tropical a  subtropical, perenne de la familia de las  poáceas. 

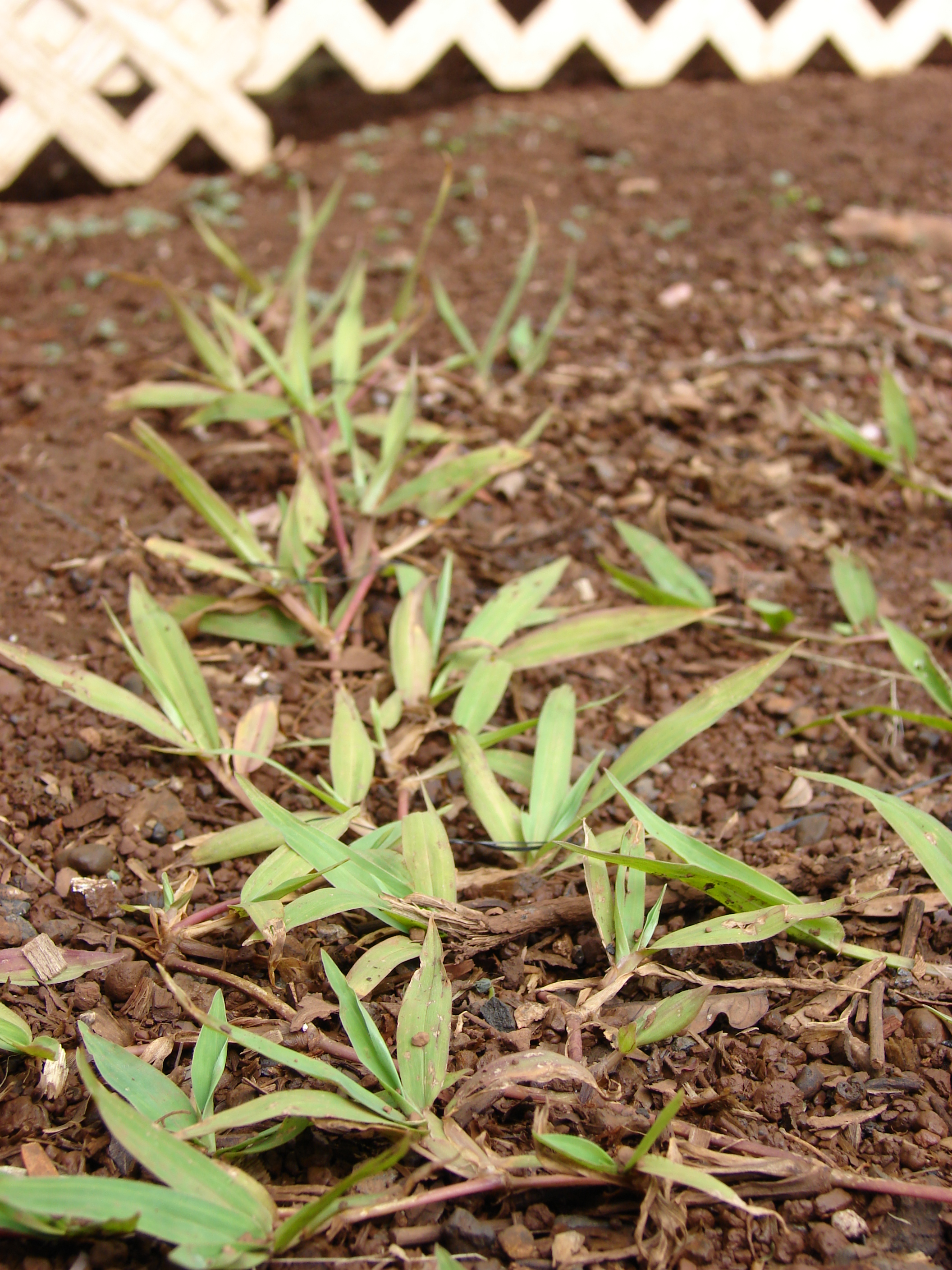
Vista de la planta

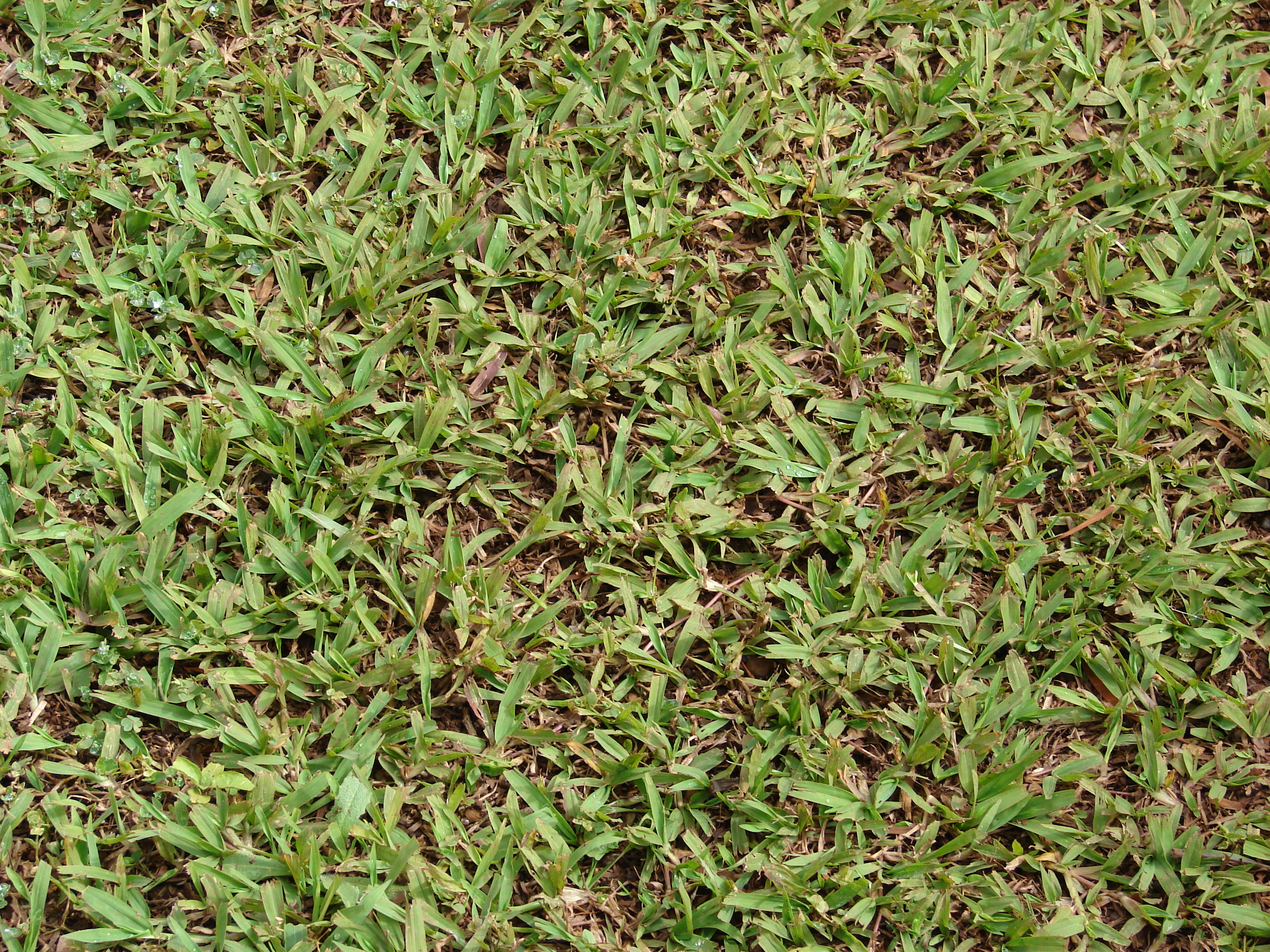
Formando césped

## Descripción
Son plantas perennes estoloníferas, con estolones de hasta 3 m de largo; tallos ramificados, las ramas erectas de 20–50 (–100) cm de largo; entrenudos glabros, nudos glabros o pilosos. Vainas carinadas, glabras, generalmente ciliadas; lígula de 0.3–1.5 mm de largo; láminas lineares, 7–21 cm de largo y 7–14 mm de ancho, aplanadas, generalmente glabras pero con un grupo de tricomas en la base, a veces pilosas. Inflorescencia 6–17 cm de largo, solitaria, terminal, racimos 2, 6–16 cm de largo, conjugados, raramente con un tercero por debajo, patentes, raquis 0.5–1 mm de ancho, sin una espiguilla en el ápice, angostamente alado; espiguillas ovadas, 1.3–1.9 mm de largo y 1–1.2 mm de ancho, subagudas a apiculadas, ciliadas, solitarias, en 2 filas; gluma inferior ausente, gluma superior y lema inferior tan largas como la espiguilla, 2-nervias, la gluma papiloso-ciliada, la lema glabra, escasamente cóncava; flósculo superior escasamente más corto que la espiguilla, cartáceo, liso, glabro, blanquecino.

## Distribución y hábitat
Maleza común en áreas abiertas y húmedas, a una altitud de 0–1480 metros, fl y fr durante todo el año; se encuentra en los trópicos y subtrópicos, nativa de América tropical.

## Taxonomía
Paspalum conjugatum fue descrita por Peter Jonas Bergius y publicado en Acta Helvetica, Physico-Mathematico-Anatomico-Botanico-Medica 7: 129, pl. 8. 1772.
Etimología
Paspalum: nombre genérico que deriva del griego paspalos (una especie de mijo).
conjugatum: epíteto latino que significa "todos juntos, agrupados".
Sinonimia
- Digitaria conjugata (P.J.Bergius) Schult.
- Panicum conjugatum (P.J.Bergius) Roxb.
- Paspalum africanum Poir.
- Paspalum bicrurum Salzm. ex Döll
- Paspalum ciliatum Lam.
- Paspalum dolichopus Trin. ex Steud.
- Paspalum hirsutum Poir.
- Paspalum longissimum Hochst. ex Steud.
- Paspalum renggeri Steud.
- Paspalum sieberianum Steud.
- Paspalum tenue Gaertn.[4][5]